# (72834) Guywells
(72834) Guywells est un astéroïde de la ceinture principale.

## Description
(72834) Guywells est un astéroïde de la ceinture principale. Il fut découvert le 25 avril 2001 à Emerald Lane par Loren C. Ball. Il présente une orbite caractérisée par un demi-grand axe de 2,69 UA, une excentricité de 0,15 et une inclinaison de 11,9° par rapport à l'écliptique.